# Dórský řád
Dórský řád (tzv. mužský řád) je nejstarší antický stavební řád, vyznačující se monumentální střízlivostí a jednoduchostí. Užíval se na pevninské části Řecka – na poloostrově Peloponnés – i v Itálii (Paestum) a na Sicílii (Agrigento aj.) od 7. století př. n. l. do 5. století př. n. l. a i později byl i často napodobován, je součástí klasické řádové architektury.

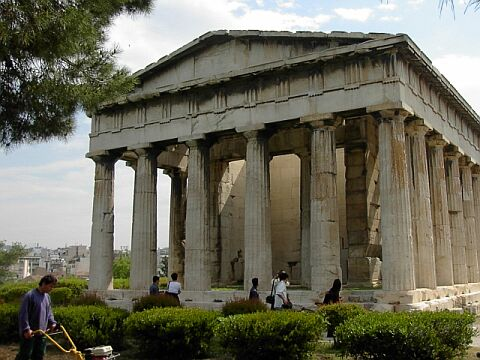
Hefaistův chrám v Athénách

## Historie
Dórský řád vznikl již v 7. století př. n. l. na základě mykénského megara a nese zřetelné stopy dřívější dřevěné architektury. Běžně byl používán od 6. století př. n. l. K jeho zdokonalení v detailech došlo v 5. století př. n. l. I když každý dórský chrám je jiný, všechny znaky dórského řádu se dodržovaly s překvapující přesností a důsledností.

## Znaky

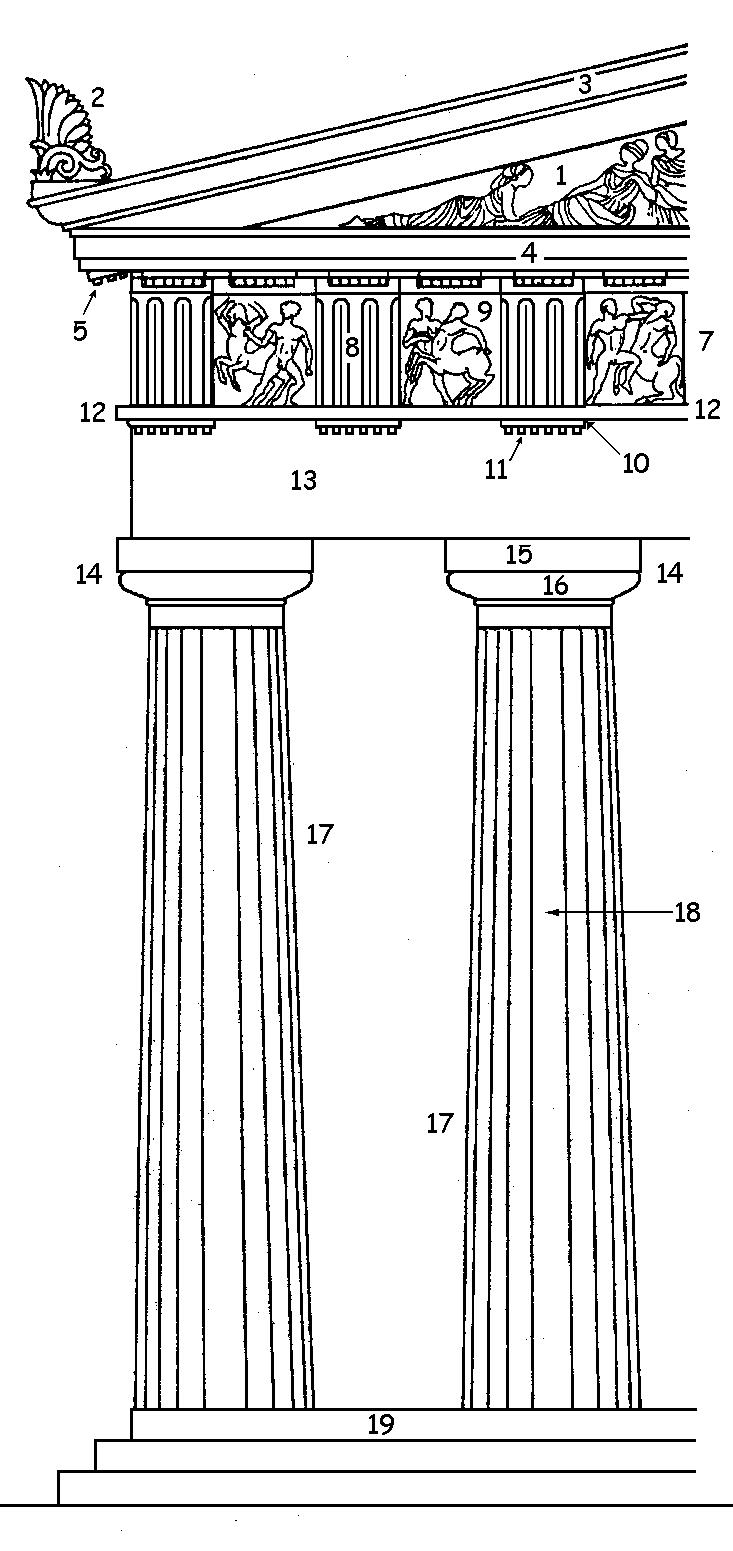
Architektonické součásti dórského řádu:
Štít: 1 – tympanon, 2 – akrotérion, 3 – šikmá římsa (sima), 4 – vodorovná římsa (geison). Kladí: 5 – mutulus, 7 – vlys (8 – triglyf a 9 – metópa), 10 – regula, 11 – kapky, 12 – taenia, 13 – architráv. Sloup: 14 – hlavice, 15 – abakus, 16 – echinus, 17 – dřík, 18 – kanelování, 19 - stylobat.

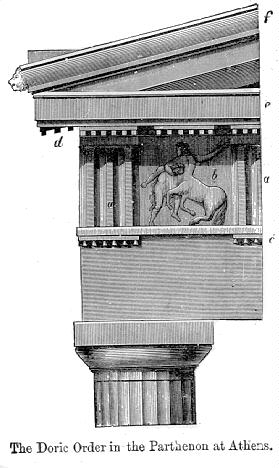
Parthenón – detail hlavice a kladí

Sloupy, architráv, konstrukce štítu i triglyfy (vyčnělé konce stropních trámů) odpovídají dřevěné architektuře. Dórský řád vyniká monumentální prostotou až strohostí, kterou vyvažují jen plastické výzdoby tympanonu a metóp. Proporčně jsou dórské sloupy nejmohutnější ze všech antických sloupů, proto se tento styl – na rozdíl od iónského – nazývá také mužským.
Dórské chrámy byly původně barevné, zejména červené a modré, i když jeden ze zakladatelů dějin umění, Johann Joachim Winckelmann prosazoval představu, že byly jen v barvě kamene.

### Části

#### Štít
Průčelí antického chrámu vrcholí trojúhelníkovým štítem se šikmou (sima) a vodorovnou (geison) římsou. Jeho výplň čili tympanon mohl být zdoben reliéfem a osazen na vrcholku a na rozích akrotérii, která měla tvar palmety, zvířecí a lidské postavy nebo gryfa – lva s orlí hlavou a křídly. Tašky byly obvykle z pálené hlíny, někdy i z mramoru.

#### Kladí
Pod štítem se nachází římsa s kapkami – guttae, která je spojena s vlysem. Ten je složen ze střídavě položených obdélných desek – triglyfů se žlábkovým ornamentem a reliéfně zdobenými metopami. Nejspodnější částí kladí je hladký architráv tvořený souvislými kvádry kamene.

#### Sloupy
Abakus (čtvercová deska) a okrouhlý echinus (poduška) tvoří prostou dvoudílnou hlavici podle mykénského vzoru a napojuje architráv na sloup.
Masivní mírně kónické sloupy mají dřík kanelovaný 16–22 svislými žlábky, které se stýkají v ostré hraně. Tyto žlábky mohou být k vrcholu dříku přerušeny několika prstenci. Sloup se směrem vzhůru zužuje a je navíc mírně vydutý do soudku (entase), aby se vzhled stavby odlehčil. Dórský sloup nemá patku a spočívá přímo na podstavě – stylobatu.

#### Stereobat
Kamenná podstava celé stavby čili stereobat je složen ze tří vysokých stupňů, krepidů, a podzemních základů. Nejvyšší stupeň se nazýval stylobat, nejvyšší stupeň základů euthyntérie. Jednotlivé krepidy byly větší než klasické stupně. V stereobatu se nacházely vždy 3. Doplňujícím prvkem zde bylo schodiště, které bylo někdy jen přikládáno, nebo i vtesáváno do krepidů.
Podstavcem (stylobatem) konstrukce chrámu začínala a na její vyhlazený povrch si kameníci rýsovali tvary sloupů a dalších detailů.

### Srovnání siónským řádem
|                             | Dórský řád                  | Iónský řád                                 |
| --------------------------- | --------------------------- | ------------------------------------------ |
| Tvar sloupů a kladí         | Přísně daný                 | Uvolněnější, lehčí, vznosnější a zdobnější |
| Sloup v poměru ke své výšce | Širší (1:6)                 | Štíhlejší (1:8)                            |
| Žlábky (kanely)             | Mělké, oddělené hranou      | Hluboké, oddělené páskem                   |
| Patka                       | Chybí                       | Ano, členitá                               |
| Echinos                     | Zaoblený                    | S volutami                                 |
| Architráv                   | Nerozdělený                 | Členěný na tři horizontální pásy           |
| Vlys                        | Střídání triglyfů a metop   | Souvislý reliéf                            |
| Výskyt                      | Peloponnés, Itálie, Sicílie | Malá Asie                                  |
| Princip                     | mužský                      | ženský                                     |

### Estetika aoptické klamy

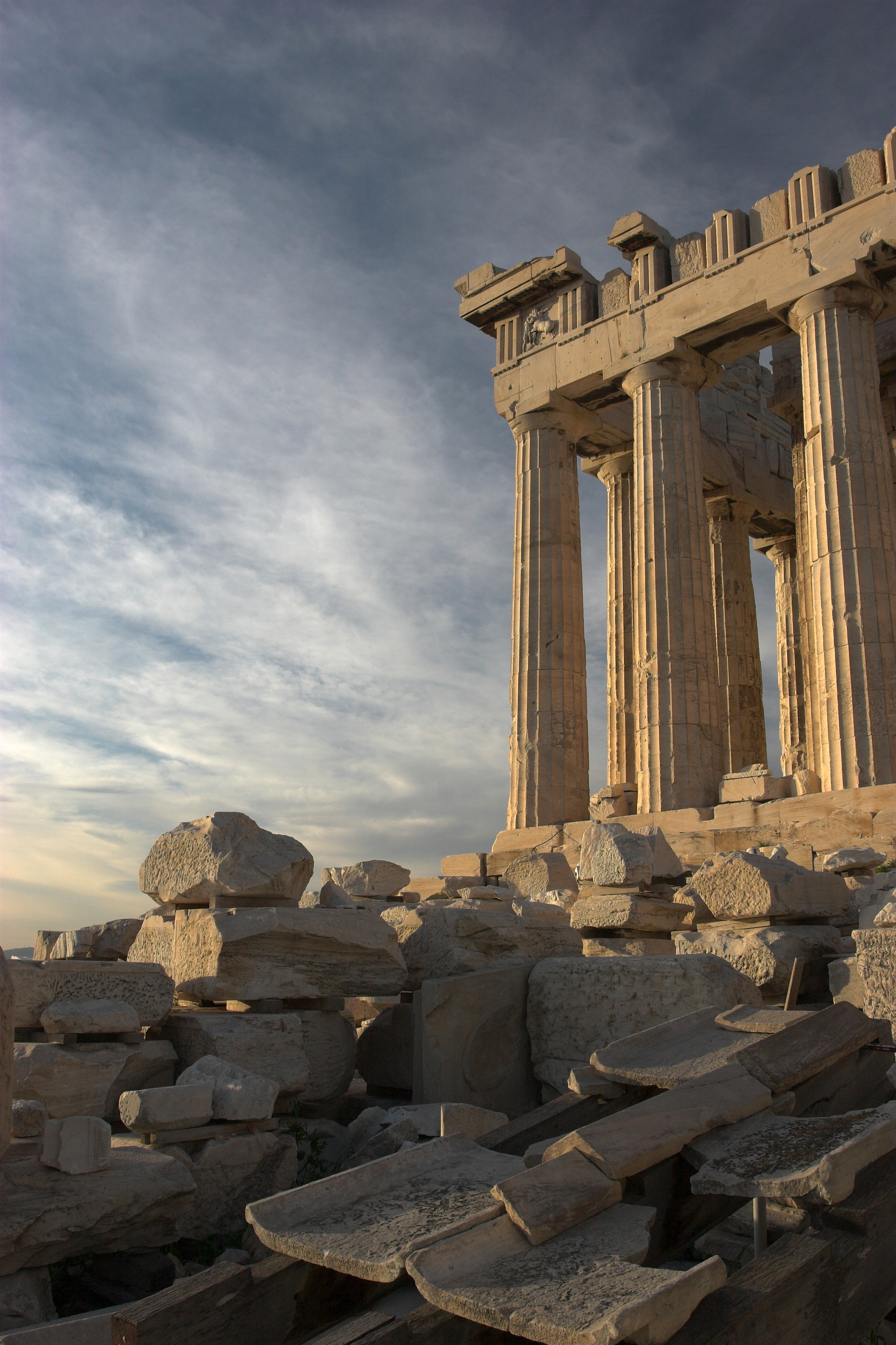
Vrcholy krajních sloupů Parthenónu jsou mírně odkloněny ven, aby při pohledu zdola působily svisle.

Ideální proporce, vyváženost horizontál a vertikál spojených šikmými liniemi štítů je udivující dodnes. Bylo jí dosaženo geometrizací architektury, jejíž estetický kánon vycházel z filosofické představy o ideálních geometrických tvarech a proporcích. Na základě takového kánonu byl stanoven modul jako poměrný princip používaný při stavbě antických chrámů. Například dórský sloup byl z 11 takových modulů.
Zejména dórské chrámy záměrně využívaly různé optické klamy, které kladly nesmírné nároky na přesnost kamenické práce. O nepatrně soudkovitém vydutí sloupů jsme se už zmínili, podlaha chrámu byla nepatrně vypuklá, aby prostor vypadal větší. Rohové sloupy nebyly postaveny kolmo, ale lehce šikmo, neboť teprve pak je zrak v důsledku optického klamu dokáže vnímat jako svislé (Platón).

## Umělci
Nejznámější komplex dórských budov, Akropolis v Athénách, dal vybudovat i přes odpor svých nepřátel Periklés. Práce byla zahájena roku 447 př. n. l. výstavbou Parthenónu a dokončena roku 438 př. n. l. Jeho architekty byli Iktinos a Kallikrates, sochařskou výzdobu provedl Feidiás – včetně dávno zničené sochy Athény, která dominovala uprostřed Parthenónu. Mnésiklés postavil Propylaje.

## Nejznámější stavby
- Héřin chrám v Olympii (600 př. n. l.)
- Diův chrám v Olympii (470–457 př. n. l.)
- Apollónův chrám v Korintu (asi 560 př. n. l.) – harmonicky zasazen v krajině, dochovaly se jen fragmenty.
- Paestum (Pestum) u Neapole, dříve Poseidonia:
  - Héřin chrám s devíti sloupy v průčelí (kolem 550 př. n. l.)
  - Athénin chrám se šesti sloupy (kolem 500 př. n. l.), (původně Cereřin)
  - Poseidónův či Apollónův chrám, nejlépe zachovaný, se šesti sloupy v průčelí (hexastylos, kolem 450 př. n. l.) stál původně na pobřeží a vítal mořeplavce.
- Athény:
  - Parthenón na Akropoli, původně chrám bohyně Athény, největší dórský chrám. V tureckých dobách sloužil jako prachárna a roku 1687 spolu s celou Akropolí vyhořel, když Benátčané zasáhli Parthenón granátem. Později byl rekonstruován.
  - Propylaje jsou vstupem na Akropolis.
  - Héfaistův chrám na agoře pod Akropolí.